# Mariano Navone
Mariano Navone (9 de Julio, Argentina; 27 de febrero de 2001) es un tenista profesional argentino. Alcanzó el puesto N.° 29 del ranking ATP en individuales el 10 de junio de 2024.
En su carrera ha ganado 7 títulos Challenger en individuales entre los años 2023, 2024 y 2025: Poznań, Santa Fe (x2), Santa Cruz de la Sierra, Buenos Aires, Cagliari y Braunschweig.

## Trayectoria

### 2018-2022: Inicios y primeras finales
Su primer registro en ATP fue en la categoría Futures en noviembre del año 2018, donde disputó en Río Cuarto el Argentina F9 cayendo ante Mariano Kestelboim. En 2019 jugó M15 y 25 de la ITF sin mucho éxito pero logrando victorias contra internacionales por primera vez. En 2020 consiguió su mejor marca hasta ese entonces, logrando semifinales en el M25 de Punta del Este, allí cayó ante Franco Agamenone.
En 2021 disputó sus primeros Challengers, estos fueron Buenos Aires y Montevideo, en su país natal venció en 32avos a Thiago Seyboth Wild por 3-6, 6-1, 6-2 y cayó frente a Martín Cuevas por 6-7 y 5-7. En Uruguay no tuvo suerte y cayó en primera ronda ante el dominicano Roberto Cid en tres sets.
En 2022 tuvo su primer gran año logrando su primer final en el Challenger de Corrientes, dónde fue vencido por su compatriota Francisco Comesaña (2), tan solo una semana después logro otra final, precisamente en el Challenger de Buenos Aires, dónde cayó nuevamente ante Comesaña. En el Challenger de Villa María también tuvo un gran desempeño dónde cayo en la final ante Nicolás Kicker.

### 2023: Cinco Challengers en cuatro meses
En el año 2023, hizo su debut en el circuito de la ATP profesional en el Torneo de Córdoba dónde cayó ante Federico Delbonis por 5-7 y 1-6. Su año sería regular hasta junio, dónde sorprendió ganando el Challenger de Poznań con un gran nivel, en la final venció al chileno Tomás Barrios, esta consagración inició una serie de rachas para Navone, quien ganó el Challenger de Santa Fe dos semanas después, el Challenger de Santa Cruz en septiembre y los Challenger de Buenos Aires y Santa Fe consecutivamente en octubre.

### 2024: Finales ATP 250, 500 e ingreso al top 30
Su debut en torneos oficiales de la ATP, se produjo en febrero de 2024, precisamente en el Torneo de Córdoba, ingresó gracias a una wild card, donde cayó en primera ronda ante el español Carballes Baena, en 3 sets. En el Buenos Aires Open, una semana después, perdió en 1ra. ronda frente a Luciano Darderi, en sets corridos.
En el Río Open ATP 500 ingresó desde la clasificación, y sin ser aun Top 100 del ranking de ATP y logró su primera final de un torneo ATP. Venció a Federico Coria, a Yannick Hanfmann, a la promesa brasileña João Fonseca. En semifinales venció al británico Cameron Norrie, defensor del título 2023.  Perdió frente a su compatriota Sebastián Báez en sets corridos.  Este gran éxito le permitió alcanzar rápidamente el puesto 60 del ranking ATP, en apenas su 3ra. participación en un torneo oficial ATP. 
En el Torneo de Marrakech disputado en abril tuvo una destacada actuación, llegando a las Semifinales. Después de superar las 3 primeras rondas (con un gran triunfo ante Stan Wawrinka), perdió con el italiano Matteo Berrettini por 7-6, 3-6 y 2-6, llegando así al puesto 51° del ranking ATP. En el ATP de Budapest 250, apenas una semana después, llegó por 2da. vez a una Final ATP, esta vez de un torneo ATP 250. Luego de ganar 4 partidos (entre ellos a su compatriota Francisco Cerúndolo, (1er. preclasificado), perdió la final ante el húngaro Márton Fucsovics 4-6, 5-7, luego de disputar 3 partidos en 24 horas, alcanzando así el puesto Nro. 41, en el ranking de la ATP, a tan solo 3 meses de su debut en torneos de la ATP. Su último torneo ese mes fue el Masters de Madrid dónde cayó en 64avos ante Holger Rune por 7-5, 6-7 (tie-break) y 4-6.
En mayo disputó el Challenger de Cagliari, y tras vencer en la segunda ronda a Shintaro Mochizuki, al estadounidense Emilio Nava en cuartos y a Luciano Darderi por 6-3 y 5-7 aseguró la final frente al italiano Lorenzo Musetti. El 5 de mayo derrotó a Musetti por 7-5, 6-1 y se consagró campeón del Challenger 175 de Cagliari, siendo así, el primer argentino en ganarlo. Con los puntos de este título consiguió la preclasificación al Masters de Roma y logró preclasificar a su primer grand slam, Roland Garros. De esta manera se convirtió en el primer tenista, desde la creación del ranking en 1973, en ser cabeza de serie en su debut en un Slam.

## Títulos ATP (0; 0+0)
| Leyenda                   |
| Grand Slam (0)            |
| ATP Tour Finals (0)       |
| ATP Tour Masters 1000 (0) |
| ATP Tour 500 (0)          |
| ATP Tour 250 (0)          |

### Finalista (2)
| N.º | Fecha                 | Torneo         | Superficie    | Oponente en la final | Resultado |
| --- | --------------------- | -------------- | ------------- | -------------------- | --------- |
| 1.  | 25 de febrero de 2024 | Río de Janeiro | Tierra batida | Sebastián Báez       | 2-6, 1-6  |
| 2.  | 21 de abril de 2024   | Bucarest       | Tierra batida | Márton Fucsovics     | 4-6, 5-7  |

## Títulos Challenger (7; 7 + 0)

### Individuales (7)
| N.º | Fecha                    | Torneo                     | Superficie    | Oponente en la final  | Resultado     |
| --- | ------------------------ | -------------------------- | ------------- | --------------------- | ------------- |
| 1.  | 25 de junio de 2023      | Challenger de Poznań       | Tierra batida | Tomás Barrios         | 7-5, 6-3      |
| 2.  | 9 de julio de 2023       | Challenger de Santa Fe     | Tierra batida | Daniel Vallejo        | 6-2, 6-4      |
| 3.  | 17 de septiembre de 2023 | Challenger de Santa Cruz   | Tierra batida | Francisco Comesaña    | 4-6, 7-5, 6-1 |
| 4.  | 15 de octubre de 2023    | Challenger de Buenos Aires | Tierra batida | Federico Coria        | 2-6, 6-3, 6-4 |
| 5.  | 21 de octubre de 2023    | Challenger de Santa Fe II  | Tierra batida | Andrea Pellegrino     | 3-6, 6-2, 6-3 |
| 6.  | 5 de mayo de 2024        | Challenger de Cagliari     | Tierra batida | Lorenzo Musetti       | 7-5, 6-1      |
| 7.  | 12 de julio de 2025      | Challenger de Braunschweig | Tierra batida | Juan Manuel Cerúndolo | 6-3, 7-5      |

### Finalista (4)
| N.º | Fecha                    | Torneo                     | Superficie    | Oponentes          | Resultado     |
| --- | ------------------------ | -------------------------- | ------------- | ------------------ | ------------- |
| 1.  | 19 de junio de 2022      | Challenger de Corrientes   | Tierra batida | Francisco Comesaña | 0-6, 3-6      |
| 2.  | 26 de junio de 2022      | Challenger de Buenos Aires | Tierra batida | Francisco Comesaña | 4-6, 0-6      |
| 3.  | 25 de septiembre de 2022 | Challenger de Villa María  | Tierra batida | Nicolás Kicker     | 5-7, 3-6      |
| 4.  | 12 de noviembre de 2023  | Challenger de Lima II      | Tierra batida | Luciano Darderi    | 6-4, 3-6, 5-7 |